# Limba Sarda Unificada
La Limba Sarda Unificada (LSU) è una varietà scritta della lingua sarda. Le sue norme sono state pubblicate nel 2001 dalla Regione Autonoma della Sardegna, a cura dell'Assesorato alla Cultura, col titolo LIMBA SARDA UNIFICADA - Sìntesi de sas Normas de base: ortografia, fonètica, morfolozia, lèssicu. La LSU è il risultato del lavoro di una commissione di esperti di lingua sarda consultati dalla Regione: Eduardo Blasco Ferrer, Roberto Bolognesi, Diego Salvatore Corraine, Ignazio Delogu, Antonietta Dettori, Giulio Paulis, Massimo Pittau, Tonino Rubattu, Leonardo Sole, Heinz Jürgen Wolf, e Matteo Porru (facente funzioni di segretario della commissione).
Il primo incarico ai partecipanti alla commissione fu attribuito con la prima Convenzione n. 59/117 del 29 dicembre del 1998 (era allora in carica la Giunta di centro-sinistra con Benedetto Ballero Assessore alla Cultura) e fu confermato con la seconda Convenzione n. 52/105 del 28 dicembre del 1999 (era allora in carica la Giunta di centro-destra con Pasquale Onida Assessore alla Cultura). La Commissione ha lavorato fino al 28 febbraio del 2001, dopo essersi riunita in 21 occasioni.
Come risulta nella premessa al testo
e come si qualifica dalla presentazione:
La Regione Sardegna ha poi avviato nel 2006 la sperimentazione della Limba Sarda Comuna (LSC).